# Вендито (Кампобасо)
Вендито је насеље у Италији у округу Кампобасо, региону Молизе.
Према процени из 2011. у насељу је живело 57 становника. Насеље се налази на надморској висини од 681 м.